# Pierre-André de Glandevès du Castellet
Pierre-André de Glandevès du Castellet, dit le « commandeur de Glandevès », né le 14 septembre 1689 au château de Castellet-Saint-Cassien et mort le 26 décembre 1764 à Toulon, est un officier de marine et aristocrate français des XVIIe et XVIIIe siècles. Il sert dans la Marine royale et prend sa retraite avec le grade de lieutenant-général des armées navales ad honores, en 1764.

## Biographie

### Origines et famille
Pierre-André Glandevès descend de la famille de Glandevès, une puissante et ancienne famille de la noblesse provençale. Cette dernière est alliée aux autres familles influentes de la région, les Forbin, les Sabran, les Villeneuve, les Bruny, les Fabry-Fabrègues,…. Il est le fils de Jean de Glandevès, seigneur du Castellet et d’Entrevaux, élu premier Consul d’Aix, procureur du Pays d’Aix en 1701, et de se femme Marie de Flotte d’Agoult de Saint Auban (née en 1658, décédée le 6 juillet 1724). Ses parents se marient le 5 octobre 1686 ; de cette union naissent :
- Honoré de Glandevès, seigneur du Castellet (1688-1776) Marié le 20 janvier 1724, Marseille, avec Marie Hiéronyme de Bruny 1709
- Pierre André
- François de Glandevès du Castellet (1696-1774) dit le « bailli de Castellet » (pour le différencier de son frère) présenté à l'ordre de Saint-Jean de Jérusalem en 1712, chef d'escadre des armées navales (1767)
- Anne Marguerite de Glandevès (†1768), elle épouse le 27 novembre 1713 à Draguignan, Joseph Barthélémy de Rafélis, seigneur de Broves (1686-1758)[5].

### Carrière dans la Marine royale
Comme beaucoup des fils cadets des familles de la noblesse provençale, Pierre-André est présenté en 1701 ou en 1702 ou en 1703 dans l'ordre de Saint-Jean de Jérusalem au prieuré de Saint-Gilles. 
Cependant, il entre dès l'année suivante dans une compagnie de gardes de la Marine au département de Toulon en 1702. Il est promu enseigne de vaisseau en 1712, puis à celui de lieutenant des gardes du Pavillon en 1729. Il reçoit, au début de la guerre de Succession d'Autriche un brevet de capitaine de vaisseau (1741). Pierre-André Glandevès a alors une longue carrière derrière lui, quarante ans de service, et, malgré ses soutiens familiaux ne connaît pas. Promu chef d'escadre des armées navales en 1752, il est nommé commandant la Marine à Toulon en 1754, puis à nouveau en 1757-1758. 
À la fin du printemps 1756, dans les premiers mois de la guerre de Sept Ans, Louis XV confie au maréchal de Richelieu la mission de prendre l'île de Minorque en Méditerranée, alors sous contrôle britannique. Le comte de La Galissonière est placé à la tête d'une flotte de douze navire de ligne et de cinq frégates, chargée de transporter les troupes françaises sur l'île. Le 20 mai, elle rencontre une flotte britannique, commandée par l'amiral Byng. Pierre-André Glandevès commande l'avant-garde de la flotte française, à bord du Redoutable, de 74 canons, et prend part au combat au large de Port-Mahon. Il laisse un récit de ce combat,. 
En 1758, Pierre-André de Glandevès-Castellet se démet du commandement du port de Toulon, et le ministre de la marine, Monsieur de Massiac lui écrit le 11 août : « Sa Majesté m'a chargé de vous marquer toute la satisfaction qu'Elle a du zèle avec lequel vous avez rempli la place qu'Elle vous avait confiée ». La place de commandant de la marine, vacante, est alors donnée à La Clue-Sabran qui la conserve quinze mois.
Il occupera à nouveau le poste de commandant de la Marine de Toulon de 1759 à 1764.
Il se retire du service et prend sa retraite en 1764 avec des lettres de provision de lieutenant général des Armées navales ad honores.

### Sources et bibliographie
- Sous la direction d'Édouard Baratier, Georges Duby et Ernest Hildesheimer, Atlas historique. Provence, Comtat Venaissin, principauté d’Orange, comté de Nice, principauté de Monaco, Paris, Librairie Armand Colin, 1969 (BNF 35450017)
- François-Alexandre de La Chenaye-Aubert, Dictionnaire de la noblesse, contenant les généalogies, l'histoire & la chronologie des familles nobles de la France, l'explication de leurs armes, & l'état des grandes terres du royaume, Paris, Chez la veuve Duchesne, 1774 (lire en ligne), p. 248
- Michel Mollat du Jourdin, Marins et océans, vol. 2, Commission française d'histoire maritime, Economica, 1991, 237 p. (ISBN 2-7178-2127-9), p. 155, note 49
- Michel Vergé-Franceschi, Les officiers du Grand Corps à Toulon au XVIIIe siècle, (Origines, conditions, services), Nice, 1973
- Michel Vergé-Franceschi, Le Lieutenant général des Armées Navales : Jean-François Bertet de La Clue-Sabran (1696-1764), 1985 (lire en ligne), p. 7 et 21
- Michel Vergé-Franceschi (dir.), Dictionnaire d'Histoire maritime, éditions Robert Laffont, coll. « Bouquins », 2002
- Étienne Taillemite, Dictionnaire des marins français, Paris, éditions Tallandier, 2002, 573 p. (ISBN 2-84734-008-4)